# Jean-Pierre Ferland
Jean-Pierre Ferland (* 24. Juni 1934 in Montreal; † 27. April 2024 in Saint-Gabriel-de-Brandon/Québec) war ein kanadischer Singer-Songwriter, Fernsehmoderator und Schauspieler.

## Leben
Ferland absolvierte die École des Hautes Études Commerciales in Montreal und wurde zunächst Buchhalter, später Mitarbeiter des Nachrichtenservice von Radio-Canada. Er wurde Mitglied der Chansonniergruppe Les Bozos und debütierte 1959 als Sänger in der Fernsehsendung Music Hall. Mit Clémence DesRochers trat er in einer Show auf, die ein Jahr lang am Anjou Theatre lief. Mit dem Titel Feuilles de gui (komponiert von Pierre Brabant) gewann er 1962 den Wettbewerb Chansons sur mesure von Radio-Canada. Im gleichen Jahr erhielt er den Großen Preis bei der Gala internationale de la chanson in Brüssel und war Comoderator der Sendung L’Été des Bozos bei Radio-Canada.
1963 vertrat er Kanada beim Sopot Festival, wo er als bester Sänger ausgezeichnet wurde. In den folgenden Jahren tourte er durch Quebec, Ontario, Prince Edward Island, New Brunswick und Nova Scotia, trat bei einer Gala am Place des Arts und in Paris auf, und 1968 gewann er mit der LP Jean-Pierre Ferland den Grand Prix du Disque der Académie Charles-Cros. Mit Marie Laforêt trat er in Paris im Olympia und im Cabaret La Tête de l’art auf. 1970 sang er bei der Weltausstellung in Osaka.
1970 nahm Ferland in André Perrys Studio die LP Jaune auf, von der in einem Jahr 60.000 Exemplare verkauft wurden. Es folgten große Auftritte am Place des Arts, darunter einer mit dem Montreal Symphony Orchestra. 1974 nahm er mit Ginette Reno das Duett T’es mon amour, t’es ma maîtresse auf. Als Autor, Schauspieler und Musiker wirkte er 1976 an Jacques Vallées ´Film Chanson pour Julie mit. Mit Claude Léveillée, Gilles Vigneault, Robert Charlebois und Yvon Deschamps trat er in der Show des cinq grands auf. 1978 nahm er vier Folgen der Serie Faut voir ca bei Radio-Canada auf.
In den 1980er Jahren moderierte Ferland vier Fernsehshows: Station Soleil (1981–87), Tapis rouge (1986), L’Autobus du showbusiness (1987) und Ferland/Nadeau (1990). 1989 schrieb er den Text für Paule Baillargeons Oper Gala, die am Place des Arts aufgeführt wurde. Ab 1992 trat er erneut als Sänger auf. Gemeinsam mit Bob Cohen und Alain Leblanc erhielt er 1995 den Félix Award als Songwriter des Jahres. Zwischen 2005 und 2007 unternahm er mit seiner Show Trois fois Ferland eine Tournee durch Québec. Sein Album Bijoux de famille / Duos Ferland wurde 2010 bei den Félix Awards als Popalbum des Jahres ausgezeichnet. Ausgezeichnet wurde Ferland u. a. als Officer des Order of Canada (1996) und Chevalier des Ordre national du Québec. 2007 wurde er in die Canadian Songwriters Hall of Fame aufgenommen.